# غرانت ستيفنز
غرانت ستيفنز (بالإنجليزية: Grant Stevens)‏ هو كاتب أغاني ومغني وملحن أسترالي، ولد في 27 أكتوبر 1953 في سيدني في أستراليا.

## وصلات خارجية
- غرانت ستيفنز على موقع ميوزك برينز (الإنجليزية)
- غرانت ستيفنز على موقع ديسكوغز (الإنجليزية)
- غرانت ستيفنز على موقع ديسكوغز (الإنجليزية)